# Federación Mexicana de Polo
La Federación Mexicana de Polo también conocida como FMP, nació en el año de 1922 y es el organismo rector del polo  en México; es la entidad responsable de la organización, validación y reglamentación de competencias, jugadores, clubes y árbitros a nivel profesional y amateur del Polo en dicho país. El organismo está afiliado a la Comisión Nacional del Deporte (CONADE) y a la Federación Internacional de Polo (FIP por sus siglas en inglés).

## Historia del Polo en México
La llegada del Polo a México se debe a los hermanos Pablo y Manuel Escandón y Barrón en el año de 1881, quienes asistieron a un juego en Newport, Estados Unidos y de esa experiencia surgió la idea de jugar Polo en México. En una etapa inicial, jugadores civiles, practicaban en el primer campo del polo del país, que pertenecía al Jockey Club de México, y entre los pioneros estaban los hermanos Escandón, Carlos Rincón Gallardo y Romero de Terreros, también considerado padre de la charrería.
Sin duda uno de los eventos más importantes para el Polo Mexicano fue el torneo que se llevó a cabo con motivo de los juegos Olímpicos de París en 1900 en Bagatelle. Los hermanos Escandón obtuvieron el primer lugar en varias competencias y el tercero en el torneo más importante, recibiendo una medalla olímpica y convirtiendo así al Polo en el primer deporte que dio trofeos olímpicos a México y a los hermanos Escandón y Barrón en los primeros medallistas nacionales.
Para los Juegos Olímpicos de París 1924, los polistas se dieron a la labor de conseguir fondos para enviar a la delegación olímpica mexicana, entre los que se unieron al esfuerzo fueron Guillermo de Landa y Escandón y José Ives Limantour.
En los años 30, el General Manuel Ávila Camacho, además polista, fue quien propició que se abrieran dos nuevos campos en la Ciudad de México en 1934: Campo México y Campo de Américas, en Lomas de Sotelo y Barrilaco -donde hoy se ubican el Comité Olímpico Mexicano y el Hipódromo de las Américas-.
Para 1936 el equipo de Polo representando a México ganó otra medalla olímpica, esta vez de bronce, en Berlín. El éxito fue resultado de un serio trabajo y camaradería entre el Club de Polo y las autoridades militares para dotar al equipo mexicano de los mejores caballos y los mejores jugadores. El capitán del equipo fue Julio Müller.
Cuando comienza el sexenio del General Ávila Camacho, en 1940, el Polo recibe aún mayor impulso. La Ciudad de México concentraba la mayor parte de campos y clubes de polo en el país: Campo Marte I y II, Hipódromo Condesa, también en lo que ahora es Hipódromo de las Américas, y para este año, se fundó el campo de la Asociación Metropolitana de Polo en la Ex-Hacienda de Echegaray. A partir de esta década hay actividad polista en Guadalajara, en el Club Santa Rita.
Uno de los mayores logros del Polo Mexicano fue el triunfo del equipo formado por los hermanos Guillermo, Alenadro “Cano” y José Gracia Hoffman, y Toño Herrera padre, en el Abierto de Estados Unidos, en Long Island, Nueva York, en 1946. El Presidente Ávila Camacho recibió la noticia con enorme satisfacción. Dos años más tarde lograron el tercer lugar en el primer campeonato Mundial de la Historia, en Argentina.
En la década de 1950 hubo gran actividad polista, Julio Müller, jugador de gran estilo y clase, destacó en el ámbito internacional tanto en Europa como en Estados Unidos, se convirtió en un jugador de nueve metas de handicap. Por otro lado, los mexicanos Jesús Solórzano y Alejandro Gracida participaron en la Copa de Oro en Deauville Francia en 1951.
Durante los años sesenta, el Príncipe Felipe de Edimburgo visitó la Ciudad de México en varias ocasiones para jugar torneos con distintos equipos y con caballos de polistas mexicanos. Por otra parte, aparece el Club de Polo Monterrey en Monterrey, Nuevo León; también se funda el Club de Polo Las Anitas en Chihuahua; y comienza la actividad de polo en Tecamac, Estado de México.
En los ochenta surge el Club de Polo Costa Careyes, en Jalisco; y Balvanera en Querétaro. Lo que trajo una inyección de glamur a este deporte en México.
Para la década de los noventa, el Club Balvanera se convierte en un escenario de primera clase y sede en varias ocasiones del Abierto Mexicano de Polo.
En 1993 se realiza en el Campo Marte la primera Copa Príncipe de Gales fuera del territorio de la Gran Bretaña, con la presencia del Príncipe Carlos de Inglaterra.
El nuevo Milenio.
Pablo Rincón Gallardo, polista astuto, además de buen político y gran organizador, antes de su muerte en 2006, consiguió que México fuera sede del Mundial de Polo 2008. Para esta época, ya eran 8 los Clubes activos de Polo.
Sin embargo, fue hasta el 2011, con el actual presidente de la Federación Mexicana de Polo, Guillermo Steta Mondragón, que se comenzó a entregar apoyo económico significativo a todos los eventos, seguro de accidente para los polistas, entre otras garantías necesarias en este deporte.

## Presidentes
- Manuel Nava Trechuelo 1987-1994
- Luis Olazabal Forcen 1994-98
- Jorge Velarde 98-2000
- Octavio Bermúdez Espinosa 2000-2005
- Pablo Rincón Gallardo de Corcuera 2005-2006
- Rogelio Igartúa Ruiloba 2006-2009
- Antonio Jauregui de Urrutia 2009-2011
- Guillermo Steta Mondragón 2011-2015
- Guillermo Steta Mondragón 2015-2019 (reelección)
- Miguel Calzada Mercado 2019 a la fecha

## Clubes de Polo afiliados a la Federación Mexicana de Polo
- Club de Polo Monterrey
- Club de Polo La Patrona en Bahía de Banderas
- Club de Polo Balvanera
- Club de Polo Tecamac
- Club de Polo Las Anitas
- Club de Polo y Ecuestre Costa Careyes
- Viñedos del Polo El Marqués
- Club de Polo Yucatán
- Club de Polo Todos Santos
- Centro Ecuestre La Constancia
- El Rey Polo Country Club
- Moranza Club de Polo
- The Pacific Polo Country Club Los Cabos
- San Acasio Polo Ranch de Zapopan
- Campo Paraíso Centro Ecuestre
- La Santísima Trinidad Polo
- Club de Polo Las Riberas